# Бейлікдюзю
Бейлікдюзю (тур. Beylikdüzü) — район ілу Стамбул у Туреччині. Населення — 122 452 (2008).
Очільник району у 2014-19 Екрем Імамоглу у 2019 був обраний мером Стамбула.

## Назва
За часів Османської імперії район носив назву Гарден («Сад»). Після утворення Турецької республіки він був перейменований в Кавакли. Сучасну назву район отримав в 2003 році.